# Änkepension
Änkepension var i Sverige en form av efterlevandepension som utgick till en avliden mans änka. Tanken är att maken genom att arbeta har intjänat pension för att försörja sig och sin hustru efter pensioneringen. Genom en änkepension har hustrun någon försörjning även om maken avlider. Idag finns i stället omställningspension.

## Änkepension i Sverige

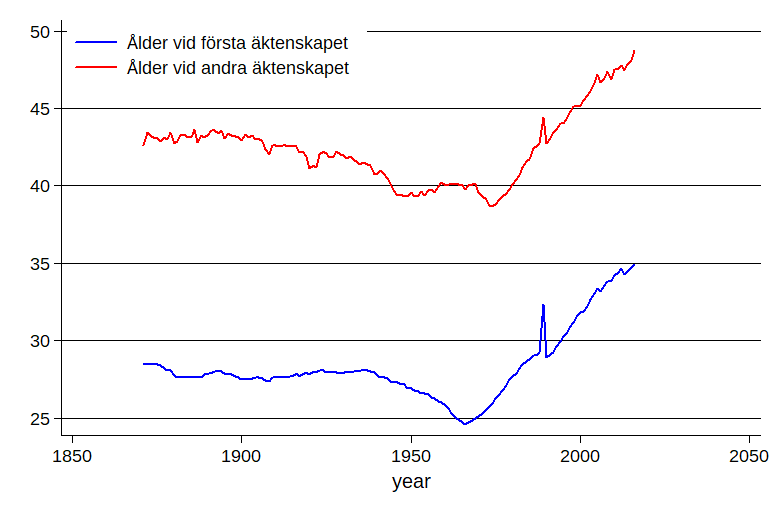
Graf över den genomsnittliga åldern vid första (blå linje) respektive andra äktenskapet (röd linje). Precis innan änkepensionen avskaffades gifte sig många som varit samboende under en längre tid för att få ta del av änkepensionen, vilket syns i grafen.

I Sverige avskaffades änkepensionen från och med 1 januari 1990. Innan dess kunde änkepension beviljas till änka som antingen hade ansvar för barn under 16 år eller som vid makens bortgång var minst 36 år och hade varit gift med maken i minst fem år.
Övergångsreglerna var dock generösa. Enligt 1990 års beslut skulle de som redan beviljats änkepension eller kvinnor födda före 1944 ändå kunna få änkepension enligt de gamla reglerna. Detta ledde att antalet giftermål ökade kraftigt 1989, från mindre än 50 000 giftermål till en tillfällig topp på över 100 000 giftermål, eftersom äktenskap var en förutsättning för att komma ifråga för änkepension. De som gynnades mer av änkepensionen gifte sig oftare. Ovanligt många i den här gruppen skilde sig sedermera. De som gifte sig sista kvartalet 1989 hade en 26 procent högre risk för skilsmässa än en jämförelsegrupp.
1997 beslutades att beviljandet av änkepension skulle inkomstprövas. Detta beslut väckte kritik bland dem som redan beviljats änkepension. Dessa organiserade sig i Riksförbundet för änkor och änkemän och försökte stämma svenska staten för avtalsbrott med mera. Detta lyckades inte i svenska domstolar och Europadomstolen har valt att inte ta upp fallet.
Från den 1 januari 2003 avskaffades inkomstprövningen.